# 西太良村
西太良村（にしたらむら）は、鹿児島県伊佐郡にあった村。現在の伊佐市の一部。

## 地理
川内川の支流・針持川流域に位置していた。

## 歴史
- 1891年（明治24年）8月8日 - 菱刈郡太良村を二分割し、大字南浦・荒田・川南で東太良村を、大字里・針持で西太良村をそれぞれ村制施行して成立した[2][3]。
- 1897年（明治30年）4月1日 - 伊佐郡に所属[4]。
- 1954年（昭和29年）4月1日 - 伊佐郡大口町、山野町、羽月村と合併して大口市を新設し廃止された[1][2]。